# Junta Electoral de Zona de San Vicente de la Barquera
La Junta Electoral de Zona de San Vicente de la Barquera es una de las seis en las que se divide la comunidad autónoma de Cantabria, creada en 1985 mediante la Ley Orgánica 5/1985, de 19 de junio, del Régimen Electoral General, en España.

## Ámbito geográfico
Esta Junta Electoral de Zona coincide con el ámbito geográfico del Partido judicial de San Vicente de la Barquera.
| Sede de la junta           | Municipios que comprende |
| -------------------------- | --- |
| San Vicente de la Barquera | Cabezón de Liébana, Camaleño, Cillorigo de Liébana, Comillas, Herrerías, Lamasón, Peñarrubia, Pesaguero, Polaciones, Potes, Rionansa, Ruiloba, San Vicente de la Barquera, Tresviso, Tudanca, Udías, Val de San Vicente, Valdáliga y Vega de Liébana. |